# Larry Gross
Larry Gross (ur. 1953) – amerykański scenarzysta, rzadziej reżyser i producent filmowy.

## Filmografia

### Scenarzysta
- 2010: Master Class
- 2009: Weronika postanawia umrzeć (Veronika Decides to Die)
- 2008: Nothing Compares to You
- 2007: Say It in Russian
- 2006: Thieves
- 2004: Kraina szczęścia (The Beautiful Country)
- 2004: Już tu nie mieszkamy (We Don't Live Here Anymore)
- 2001: Pokolenie P (Prozac Nation)
- 2000: Zbrodnia i kara na przedmieściu (Crime and Punishment in Suburbia)
- 2000: Ważniejsze niż przyjaźń (The Virginian)
- 1999: Prawdziwa zbrodnia (True Crime)
- 1998: Okno na podwórze (Rear Window)
- 1998: Z zimną krwią (Gunshy)
- 1997: Chińska szkatułka (Chinese Box)
- 1997: Dawid (David)
- 1997: Gra (The Game)
- 1997: This World, Then the Fireworks
- 1993: Geronimo: Amerykańska legenda (Geronimo: An American Legend)
- 1992: Wspaniały świat (Cool World)
- 1990: Następne 48 godzin (Another 48 Hrs.)
- 1988–1991: Midnight Caller (serial TV)
- 1988: The Loner
- 1984: Ulice w ogniu (Streets of Fire)
- 1982: 48 godzin (48 Hrs.)
- 1980: Headin' for Broadway

### Producent
- 2004: Już tu nie mieszkamy (We Don't Live Here Anymore)
- 2000: Zbrodnia i kara na przedmieściu (Crime and Punishment in Suburbia)
- 1998: Z zimną krwią (Gunshy)
- 1997: This World, Then the Fireworks
- 1998: The Loner

### Reżyser
- 2008: Nothing Compares to You
- 1989: Gideon Oliver (serial TV)
- 1988–1991: Midnight Caller (serial TV)
- 1986: 3:15 − godzina kobry (3:15)
- 1985–1989: Alfred Hitchcock Presents (serial TV)

## Nagrody i wyróżnienia
- 1983, Edgar Allan Poe Awards:
  - nominacja do nagrody Edgar w kategorii najlepszy scenariusz − film kinowy (za 48 godzin)
- 1994, Western Heritage Awards:
  - nagroda Bronze Wrangler w kategorii najlepszy kinowy film fabularny (za Geronimo: Amerykańska legendę; nagroda odebrana wspólnie ze współtwórcami filmu, m.in. Walterem Hillem)
- 1999, Edgar Allan Poe Awards:
  - nominacja do nagrody Edgar w kategorii najlepszy scenariusz − film telewizyjny lub miniserial (za Okno na podwórze)
- 2001, Western Heritage Awards:
  - nagroda Bronze Wrangler w kategorii najlepszy telewizyjny film fabularny (za Ważniejsze niż przyjaźń; nagroda odebrana wspólnie ze współtwórcami filmu, m.in. Billem Pullmanem)
- 2004, Sundance Film Festival:
  - nagroda Waldo Salt Screenwriting (za Już tu nie mieszkamy)
- 2004, Amanda Awards, Norway:
  - nominacja do nagrody Amanda w kategorii najlepszy scenariusz (za Krainę szczęścia)

## Życie prywatne
W 1999 roku poślubił montażystkę Rose Kuo, która urodziła ich jedno dziecko.